# Kommissar Wisting
Kommissar Wisting (Originaltitel: Wisting) ist eine norwegische Krimiserie, die auf Nordic-Noir-Romanen des Norwegers Jørn Lier Horst basiert und von den Ermittlungen des titelgebenden Kommissars erzählt. Seit 2019 sind drei Staffeln mit 45-minütigen Episoden erschienen. Auf Deutsch wurden die Episoden der ersten Staffel in Form von vier 90-minütigen Spielfilmen veröffentlicht und die dritte Staffel gehört nach deutscher Zählung mit zur zweiten Staffel.

## Verfilmungen
Die Serie besteht aus Verfilmungen von Jørn Lier Horsts Romanen, wobei ihre Reihenfolge von der Reihenfolge der Buchveröffentlichungen abweicht. Die Verfilmungen Eisige Schatten und Jagdhunde beruhen auf den im Deutschen gleichnamigen Romanen  Hulemannen und Jakthundene. Die Verfilmung Atem der Angst basiert auf dem Roman Wisting und der Atem der Angst (Illvilje), die Verfilmung Der Nachtmann auf dem bislang noch nicht auf Deutsch erschienenen Roman Nattmannen. In Die geheimnisvolle Brandung wurde erstmals kein bestehender Kriminalroman verfilmt. 
Protagonisten der Serie sind Kriminalkommissar William Wisting und seine Tochter, die Journalistin Line Wisting. 

## Produktion und Veröffentlichung
Die erste Staffel wurde im norwegischen Original am 11. April 2019 von TV3 ausgestrahlt und hatte auf der Streamingplattform Viaplay Online-Premiere. In zweimal fünf Folgen von je 45 Minuten Länge wird jeweils eine zusammenhängende Handlung erzählt. Die deutsche Ausstrahlung erfolgte ab dem 26. Dezember 2019 in vier Folgen von jeweils 90 Minuten Länge. Ein abgeschlossener Fall erstreckt sich hierbei über je zwei Folgen.
Produziert wurde die erste Staffel von Cinenord Drama und Good Company Films für Viaplay, TV3 Norwegen und ARD Degeto. Für Viaplay war es der bis dato beste Drama-Start, was Zuschauer- und Verkaufszahlen in Norwegen sowie in den nordischen Ländern betraf, und bescherte Viaplay einen neuen Verkaufsrekord einer einzelnen Serie in Norwegen.
Gedreht wurde in und um Larvik-Stavern im Gebiet von Vestfold.
In den USA war der Serienstart am 18. Dezember 2019 auf dem Streamingdienst Sundance Now.
Im Vereinigten Königreich wurde die Serie von BBC Four von Banijay Rights erworben und ab 28. Dezember 2019 ausgestrahlt.
Die Staffeln 2 und 3 umfassen je vier Folgen und sind eine Produktion der Wisting Sesong 2 AS (Cinenord) in Koproduktion mit Viaplay sowie der ARD Degeto. Regie führte wieder Trygve Allister Diesen, der gemeinsam mit Jadranko Mehic und Vegard Steiro Amundsen auch die Drehbücher verantwortete. Als Drehorte dienten Larvik und Oslo sowie Vilnius (Litauen) und Izmir (Türkei).

## Episodenliste
In der norwegischen Originalfassung besteht die Serie aus vier Staffeln mit 45-minütigen Episoden. In der deutschsprachigen Variante werden deren Staffeln 2 und 3 zu einer Staffel, der zweiten Staffel, zusammengefasst.

### Staffel 1
Die erste Staffel erschien auf Deutsch 2019/20 zunächst in Form von 90-minütigen Spielfilmen. Als 45-minütige Episoden war sie erstmals ab dem Jahreswechsel 2022/23 auf Deutsch zu sehen.

#### 45-minütige Episoden
Auf Deutsch erschienen die Episoden bereits am 16. Dezember 2022 zum Abruf in der ARD-Mediathek.
| Nr. (ges.) | Nr. (St.) | Erstveröffentlichung (Viaplay) | Deutscher Titel         | Deutschsprachige Erstausstrahlung (D) |
| ---------- | --------- | ------------------------------ | ----------------------- | ------------------------------------- |
| 1          | 1         | 11. Apr. 2019                  | Eisige Schatten, Teil 1 | 7. Jan. 2023                          |
| 2          | 2         | 11. Apr. 2019                  | Eisige Schatten, Teil 2 | 7. Jan. 2023                          |
| 3          | 3         | 18. Apr. 2019                  | Eisige Schatten, Teil 3 | 14. Jan. 2023                         |
| 4          | 4         | 25. Apr. 2019                  | Eisige Schatten, Teil 4 | 14. Jan. 2023                         |
| 5          | 5         | 2. Mai 2019                    | Eisige Schatten, Teil 5 | 21. Jan. 2023                         |
| 6          | 6         | 9. Mai 2019                    | Jagdhunde, Teil 1       | 21. Jan. 2023                         |
| 7          | 7         | 16. Mai 2019                   | Jagdhunde, Teil 2       | 28. Jan. 2023                         |
| 8          | 8         | 23. Mai 2019                   | Jagdhunde, Teil 3       | 28. Jan. 2023                         |
| 9          | 9         | 30. Mai 2019                   | Jagdhunde, Teil 4       | 4. Feb. 2023                          |
| 10         | 10        | 6. Juni 2019                   | Jagdhunde, Teil 5       | 4. Feb. 2023                          |

#### 90-minütige Fernsehfilme
Für die deutschsprachige Erstausstrahlung wurden die zehn 45-minütigen Episoden zu vier 90-minütigen Fernsehfilmen geschnitten. Diese wurden erstmals rund um den Jahreswechsel 2019/20 im Ersten ausgestrahlt.
| Deutscher Titel         | Deutschsprachige Erstausstrahlung (D) |
| ----------------------- | ------------------------------------- |
| Eisige Schatten, Teil 1 | 26. Dez. 2019                         |
| Eisige Schatten, Teil 2 | 29. Dez. 2019                         |
| Jagdhunde, Teil 1       | 1. Jan. 2020                          |
| Jagdhunde, Teil 2       | 5. Jan. 2020                          |

### Staffel 2
Auf Deutsch erschienen die Episoden bereits am 23. Dezember 2022 zum Abruf in der ARD-Mediathek.
| Nr. (ges.) | Nr. (St.) | Erstveröffentlichung (Viaplay) | Deutscher Titel            | Deutschsprachige Erstausstrahlung (D) |
| ---------- | --------- | ------------------------------ | -------------------------- | ------------------------------------- |
| 11         | 1         | 26. Dez. 2021                  | Der Atem der Angst, Teil 1 | 26. Dez. 2022                         |
| 12         | 2         | 26. Dez. 2021                  | Der Atem der Angst, Teil 2 | 26. Dez. 2022                         |
| 13         | 3         | 26. Dez. 2021                  | Der Atem der Angst, Teil 3 | 29. Dez. 2022                         |
| 14         | 4         | 26. Dez. 2021                  | Der Atem der Angst, Teil 4 | 29. Dez. 2022                         |

### Staffel 3
In der deutschen Synchronfassung gehören diese Episoden als Episoden 5 bis 8 mit zur zweiten Staffel. Auf Deutsch erschienen sie bereits am 23. Dezember 2022 zum Abruf in der ARD-Mediathek.
| Nr. (ges.) | Nr. (St.) | Erstveröffentlichung (Viaplay) | Deutscher Titel       | Deutschsprachige Erstausstrahlung (D) |
| ---------- | --------- | ------------------------------ | --------------------- | ------------------------------------- |
| 15         | 1         | 10. Apr. 2022                  | Der Nachtmann, Teil 1 | 1. Jan. 2023                          |
| 16         | 2         | 10. Apr. 2022                  | Der Nachtmann, Teil 2 | 1. Jan. 2023                          |
| 17         | 3         | 10. Apr. 2022                  | Der Nachtmann, Teil 3 | 5. Jan. 2023                          |
| 18         | 4         | 10. Apr. 2022                  | Der Nachtmann, Teil 4 | 5. Jan. 2023                          |

### Staffel 4
Die vierte Staffel Die geheimnisvolle Brandung (norwegischer Titel: Wisting) wurde 2023 gedreht und enthält die Episoden 19 bis 22. Die Ausstrahlung dieser Staffel startete in Norwegen am 24. März 2024 und in Großbritannien am 13. April 2024. Die deutschsprachige Ausstrahlung erfolgte am 5. und 6. Januar 2025. In der ARD Mediathek war die ganze Staffel bereits ab dem 30. Dezember 2024 abrufbar.
Die vierte Staffel handelt von der Ermordung einer Hotelangestellten und die Entführung eines sechsjährigen Kindes. 
Bei dieser Staffel geht es nicht um eine Verfilmung eines bestehenden Kriminalromans von Jørn Lier Horst, sondern um eine fürs TV geschriebene Geschichte. Als Grundlage für Die geheimnisvolle Brandung dienten bekannte Charaktere aus den Wisting-Kriminalromanen. Idee und Drehbuch stammen von Vegard Steiro Amundsen und Kjersti Ugelstad.
In Abweichung zu dieser Zählweise werden die hier aufgeführten Staffeln 2 und 3 in einigen Ländern als Staffel 2 ausgewiesen und die hier aufgeführte Staffel 4 als Staffel 3.
| Nr. (ges.) | Nr. (St.) | Erstveröffentlichung (Viaplay) | Deutscher Titel                     | Deutschsprachige Erstausstrahlung (D) |
| ---------- | --------- | ------------------------------ | ----------------------------------- | ------------------------------------- |
| 19         | 1         | 24. März 2024                  | Die geheimnisvolle Brandung, Teil 1 | 5. Jan. 2025                          |
| 20         | 2         | 24. März 2024                  | Die geheimnisvolle Brandung, Teil 2 | 5. Jan. 2025                          |
| 21         | 3         | 24. März 2024                  | Die geheimnisvolle Brandung, Teil 3 | 6. Jan. 2025                          |
| 22         | 4         | 24. März 2024                  | Die geheimnisvolle Brandung, Teil 4 | 6. Jan. 2025                          |

### Staffel 5
Die fünfte Staffel Der See des Vergessens ist die Verfilmung des Romans Wisting und der See des Vergessens (norwegischer Titel: Sak 1569) und enthält die Episoden 23 bis 26. Die erstmalige Ausstrahlung dieser Staffel war in Norwegen am 13. April 2025. Die deutschsprachige Ausstrahlung erfolgte am 8. und 9. Juni 2025. In der ARD Mediathek war die ganze Staffel bereits ab dem 1. Juni 2025 abrufbar.
| Nr. (ges.) | Nr. (St.) | Erstveröffentlichung (Viaplay) | Deutscher Titel                | Deutschsprachige Erstausstrahlung (D) |
| ---------- | --------- | ------------------------------ | ------------------------------ | ------------------------------------- |
| 23         | 1         | 13. Apr. 2025                  | Der See des Vergessens, Teil 1 | 8. Juni 2025                          |
| 24         | 2         | 13. Apr. 2025                  | Der See des Vergessens, Teil 2 | 8. Juni 2025                          |
| 25         | 3         | 13. Apr. 2025                  | Der See des Vergessens, Teil 3 | 9. Juni 2025                          |
| 26         | 4         | 13. Apr. 2025                  | Der See des Vergessens, Teil 4 | 9. Juni 2025                          |

## Besetzung und Synchronisation
Die deutschsprachige Synchronisation entstand nach der Dialogregie von Rainer Gerlach bei der Splendid Synchron GmbH.
|                          |                  | Staffel | Staffel | Staffel | Staffel |                     |
| Schauspieler             | Rollenname       | 1       | 2       | 3       | 4       | Synchronsprecher    |
| ------------------------ | ---------------- | ------- | ------- | ------- | ------- | ------------------- |
| Sven Nordin              | William Wisting  | ●       | ●       | ●       | ●       | Romanus Fuhrmann    |
| Thea Green Lundberg      | Line Wisting     | ●       | ●       | ●       | ●       | Friedel Morgenstern |
| Mads Ousdal              | Nils Hammer      | ●       | ●       | ●       | ●       | Stephan Baumecker   |
| Ulrikke Hansen           | Christine Thiis  | ●       |         |         |         | Christin Marquitan  |
| Gard B. Eidsvold         | Frank Robekk     | ●       |         |         |         | Stefan Krause       |
| Lars Berge               | Benjamin Fjeld   | ●       | ●       | ●       | ●       | Dirk Petrick        |
| Irina Eidsvold Tøien     | Andrea Vetti     | ●       |         |         |         | Sabina Trooger      |
| Heidi Goldmann           | Bjørg Karin      | ●       | ●       | ●       |         | Natascha Petz       |
| Kjersti Sandal           | Torunn Borg      | ●       | ●       |         |         | Franziska Endres    |
| Daniel Frikstad          | Joachim Andresen | ●       |         |         |         | Jan Andreesen       |
| Amy Black Ndiaye         | Maren            | ●       |         |         |         | Maren Borrmann      |
| Carrie-Anne Moss         | Maggie Griffin   | ●       | ●       | ●       |         | Martina Treger      |
| Richie Campbell          | John Bantham     | ●       |         |         |         | Fabian Oscar Wien   |
| Jonas Strand Gravli      | Thomas Wisting   | ●       |         | ●       |         | Julian Tennstedt    |
| Frederik Stenberg        | Thomas Wisting   |         |         |         | ●       | Julian Tennstedt    |
| Cato Skimten Storengen   | Ruben Borg       | ●       | ●       | ●       |         |                     |
| Evelyn Rasmussen Osazuwa | Veronica Rambol  |         | ●       | ●       | ●       | Alice Bauer         |
| Rudy Claes               | Nina Gullow      |         | ●       | ●       |         |                     |
| Maria Bock               | Agnes Kiil       |         | ●       | ●       | ●       |                     |
| Svein Sturla Hungnes     | Olav Engdahl     |         |         |         | ●       |                     |
| Andrea Bræin Hovig       | Mai Greenwood    |         |         |         | ●       |                     |
| Rupert Evans             | Andrew Greenwood |         |         |         | ●       |                     |

## Inhaltsangaben

### Eisige Schatten (1. Staffel)
Kurz vor Weihnachten wird in der Nähe von Larvik eine verweste Leiche gefunden. Spuren deuten auf den US-amerikanischen Serienmörder Robert Godwin hin, der seit 20 Jahren unauffindbar ist. Angereiste FBI-Agenten vermuten, dass der Gesuchte in Norwegen die Identität eines anderen angenommen hat. Aber noch ist unklar, ob der Tote Godwin oder ein weiteres Opfer ist. Da eine absolute Informationssperre angeordnet wurde und Wistings Tochter investigative Journalistin ist, versuchen er und seine Kollegen, sie abzulenken, indem sie ihr bei einem anderen Fall helfen, ohne zu prüfen, ob es einen Zusammenhang mit dem geheim zu haltenden Fall gibt.
Später kommen Wisting und seine Kollegen zu der Erkenntnis, dass Godwin unbemerkt in Norwegen weiter tötet. Ungeklärte Vermisstenfälle aus Schweden lassen auch dort auf Opfer schließen. Die Ermittler wissen nur, dass der Serienmörder die Identität eines anderen übernommen hat. Durch einen spekulativen Zeitungsartikel von Wistings Tochter erfährt Godwin, dass die Polizei ihm auf der Spur ist. Wistings Tochter recherchiert im Fall des einsamen alten Mannes Viggo Hansen, dessen Tod monatelang unentdeckt blieb. Sie vermutet einen Mord, erkennt jedoch nicht die Verbindung zum Serienmörder.

### Jagdhunde (1. Staffel)
Wisting gerät unter Verdacht, mit manipulierten Beweisen dafür gesorgt zu haben, dass Vidar Haglund unschuldig seit 17 Jahren im Gefängnis sitzt. Das behauptet jedenfalls der Anwalt von Vidar Haglund, der als Frauenmörder verurteilt wurde. Während Haglund auf freien Fuß kommt, wird Wisting vom Dienst freigestellt. Die Leitung der Ermittlungen überträgt Polizeichefin Andrea Vetti der sichtbar überforderten Torunn. Unterdessen verschwindet die attraktive Bloggerin Linnea Kaupang. Während die Polizei in alle Richtungen ermittelt, fürchten Linneas Eltern, dass ihre Tochter das Opfer eines Verbrechens wurde. Sie wenden sich an den suspendierten Wisting, der sich mit einem Ex-Kollegen auf die Suche begibt. Dieser ist davon überzeugt, dass Haglund hinter Linneas Verschwinden steckt. Der aber führt die beiden an der Nase herum. Weil Wisting unerlaubterweise weiter ermittelt, lässt ihn Polizeichefin Vetti festnehmen. Verlassen kann er sich nur auf seine Tochter, deren Recherchen zu dem anderen Mordfall sie immer näher an das Verschwinden Linneas führen.

### Der Atem der Angst (2. Staffel)
Der Serienmörder Tom Kerr soll Kommissar Wisting zum Ablageplatz seines letzten Opfers führen. Wistings Tochter dokumentiert dies filmisch. Während der Aufnahmen gibt es eine Explosion und Kerr kann fliehen. Überzeugt davon, dass es einen Hintermann gibt, muss das Team um Wisting nun nicht nur den entflohenen Serienmörder, sondern auch den Komplizen suchen. Dann wird Kerr tot aufgefunden.

### Der Nachtmann (3. Staffel)
Ein weiterer Fall beschäftigt die Polizei von Larvik. Ein 14-jähriges Flüchtlingsmädchen aus Afghanistan wurde ermordet und ihr Tod auf brutale Weise ausgestellt. Offensichtlich wurde das Mädchen für Drogengeschäfte missbraucht. Um eine international tätige Organisation zu enttarnen, macht sich Wisting gemeinsam mit dem FBI auf den Weg zu einem Flüchtlingscamp in der Türkei. Unterdessen hat es bereits ein weiteres Opfer gegeben.

## Rezeption

### Kritik
Die Frankfurter Rundschau beurteilte Eisige Schatten als nicht ganz so schlecht, aber als „vorhersehbar und damit zwischendurch ein bisschen langweilig“. Der Regisseur greife zu Effekten, die sich in der TV-Krimi-Flut längst glattgeschliffen hätten: „Aufgerissene Augen, einem hinausgezögerten Gegenschnitt auf Leichenteile, Abstiege in gruselige kalte Brunnen, Gegenschnitt auf Schädel und andere Skelettteile. Feuer, Eis und allzu neugierige blonde Frauen.“
Das Wall Street Journal bewertete die Serie als „seamlessly woven thriller“ (nahtlos verwobener Thriller) und „superbly layered drama“ (hochkarätiges Drama).
The Guardian befand die Serie für „the best Nord-noir ever“ (d. h. den besten Nordic Noir aller Zeiten).
Die skandinavische Presse beurteilte die Serie mit den Worten „ununterbrochene Dynamik“ (Aftenposten), „ein sicherer Gewinner“ (Jyllands-Posten) und „aufwendig und fesselnd“ (Stavanger Aftenblad).

### Auszeichnungen
- 2020: Nominierung für den Edgar Award in der Kategorie „Bestes Drehbuch für eine Episode einer Fernsehserie“.[21]